# Dynamite Jack
Pour plus de détails, voir Fiche technique et Distribution.
Dynamite Jack est un film français réalisé par Jean Bastia et sorti en 1961.

## Synopsis
À la fin du XIXe siècle, le Canyon des Veuves est terrorisé par le redoutable Dynamite Jack. Un français, venu faire fortune dans ce coin désert du Far-West, s'est fait engager par le shérif Scotty, comme collecteur d'impôts, mais il encaisse plus souvent des coups que de l'argent. Un jour, s'étant rasé, il devient, sans le savoir, le sosie du hors-la-loi qui sème la terreur dans la région. Après avoir repris, par hasard, de l'argent volé par le bandit, Antoine devient un véritable héros. Mais divers quiproquos et cette étrange ressemblance rendent inévitable le duel, l'affrontement entre Antoine et le bandit. Mais en Arizona, en 1880, il n'y a qu'un seul moyen pour se faire respecter et Antoine va se retrouver colt à la main contre le tir redoutable de Dynamite Jack.

## Fiche technique
- Réalisation : Jean Bastia
- Assistants réalisateur : Roger Dallier, Pierre Mouis
- Scénario, adaptation et dialogues : Jacques Emmanuel, Jean Bastia, Jean Manse, sur une idée de Jack Ary
- Images : Roger Hubert
- Opérateur : Adolphe Charlet, assisté de Pierre Barbe, Max Dulac
- Montage : Jacques Desagneaux, assisté de Roger Cacheux
- Son : Jean Bertrand
- Décors : Robert Giordani, Louis Charpeau, assistés de Jacques d'Ovidio, Frédéric de Pasquale
- Musique : Paul Bastia, Jean-Pierre Landreau
- Orchestration : Jean Brienne sur une direction musicale de Pierre Delvincourt
- Maquillage : Mario Jacopozzi, Boris Karabanoff, Pierre Néant
- Script-girl : Cécilia Malbois
- Photographe de plateau : Gaston Thonnart
- Coiffures : Triestrina Sarvelli, Max Siffredi
- Costumes : Tina Banquarel, Odette Le Barbenchon
- Habilleuse : Gladys de Segonzac
- Régie générale : Louis Manella
- Régie extérieure : Charles Auvergne
- Producteurs : Jacques-Paul Bertrand, Jean Velter, Martial Berthot, René Brun
- Production : Les Productions Jean-Paul Bertrand
- Format : 35 mm, couleur par Eastmancolor
- Durée : 103 minutes
- Genre : Comédie
- Date de sortie :
  - France : 3 novembre 1961

## Distribution
- Fernandel : Antoine Espérandieu, collecteur d'impôts / Dynamite Jack, le bandit
- Claude Bertrand : Dynamite Jack (voix) (non crédité)
- Lucien Raimbourg : Le shérif Scotty
- Adrienne Corri : Pegeen O'Brien dite « Daisy », la veuve
- Eléonora Vargas : Dolorès, la patronne du saloon
- Jess Hahn : Le sergent Bob
- Georges Lycan : Louis le Borgne, le bras droit de Dynamite Jack
- Claude d'Yd : Mc Grégor
- Josette Jordan : Nina
- Jo Warfield : Michel, Le commerçant banquier
- Marcelle Féry : Loulou
- Jack Ary : John
- Arlette Balkis-Redon : Marie
- Nadine Bellaigue : Albane
- Evelyne Dassas : Danielle
- Todd Martin : Henri
- Alphonse Mathis : Jean
- Viviane Méry : Jeanne
- Donald O'Brien
- Margaret Russel
- Perry Smith
- Carl Studer : Fred, le barman
- José Yamurza-Dugo
- Fortunato Arena
- Billy Callaway
- Jean Caltat
- El Coyotte
- Arthur Derumaux
- Colin Drake : Larry Schutz, un commerçant
- Arthur Endrèze
- Maurice Magalon : Francky, un cow-boy du saloon
- Maurice Derumaux
- Billy Kearns : Un cow-boy au saloon

## Autour du film
- Cette comédie, bien qu'étant également un western, a entièrement été tournée en France. Avec Fernandel en tête d'affiche (dans un double rôle), le film attire plus de deux millions de spectateurs et se classe ainsi en 21e position du box-office français de l'année 1961.
- Le tournage s'est déroulé du 3 mars 1961 au 30 avril 1961 à Aix-en-Provence.